# ふれあい天国
ふれあい天国（ふれあいてんごく）とは、KBCラジオが土曜日のお昼に放送していた、公開生中継による音楽バラエティ番組。略称『ふれ天』。
番組スタート以来、長年に亘りばってん荒川がMCを務めて、ばってんの降板から番組終了までは英太郎が2代目MCを担当。

## 概要
- 1974年より放送された同種の番組「ばってんさんの歌謡広場」（『KBC歌う土曜日 歌謡曲ホット100』の1コーナー）が前身。その後1990年にKBCラジオが新編成「KBC-INPAX」（既に終了）を始めたことを期に「ばってんのふれあい天国」に改名。番組以来36年に亘りばってんはこの時間に出演し続けた。
- 番組は毎週エリア内のイベント会場やお祭り広場、ショッピングセンター、温泉施設、老人ホームなどからの公開生中継であり、毎週1人の演歌歌手（無名の若手からベテランまで人選は幅広い）をゲストに迎え、トークや歌を届けるという内容。また、毎週会場となっている施設のスタッフが宣伝の為に出演している。
- 前述の通り、長年に亘りばってん荒川の番組であり、2006年1月頃まではばってんが元気に担当していた。しかし、同年2月にばってんが糖尿病で入院して以降は、「ばってんさんは必ず戻ってくる」という意思の下、『ゲバサタ』の中継レポーターであり、ばってんの物真似を芸としている英太郎を中心に代役を立てるという形で看板を守っていた。
- しかし10月22日にばってんは死去。10月28日のゲバサタでの追悼特番を経て、11月よりタイトルから「ばってんの」を取り、英太郎が「ぱってん荒川」として正式に2代目MCとなる形で継続した。

## 放送形態
- 2007年6月時点では14:20～14:50前後に放送されていた。

ただ、生ワイド番組『ナカジー・けいすけのゲバゲバサタデー』内の1コーナーである為、ゲバサタの進行により多少のズレが発生する。
また、ホークス戦中継『KBCダイナミックホークス実況中継』が編成される場合は12:00台に変更されたり、コーナー自体が休止される場合もある。

## ばってん時代の名文句
- 『イカ天ゴボ天ばってんの、ふれあい天国～』 - ここ数年のジングルでのフレーズ。
- 『何遍も三遍（しゃんべん）もこまーしゃくれっ!』 - CMに行く前の決まり文句。